# Liste der Biografien/Hold
Liste der Biografien |
Portal Biografien |
Personensuche
# |
A |
B |
C |
D |
E |
F |
G |
H |
I |
J |
K |
L |
M |
N |
O |
P |
Q |
R |
S |
T |
U |
V |
W |
X |
Y |
Z |
?
 
Ha |
Hd |
He |
Hi |
Hj |
Hk |
Hl |
Hm |
Hn |
Ho |
Hr |
Hs |
Ht |
Hu |
Hv |
Hw |
Hy
 
Hoa |
Hob |
Hoc |
Hod |
Hoe |
Hof |
Hog–Hok |
Hol |
Hom |
Hon |
Hoo |
Hop |
Hoq |
Hor |
Hos |
Hot |
Hou |
Hov |
How |
Hox |
Hoy |
Hoz
 
Hola |
Holb |
Holc |
Hold |
Hole |
Holf |
Holg |
Holi |
Holj |
Holk |
Holl |
Holm |
Holn |
Holo |
Holp |
Holr |
Hols |
Holt |
Holu |
Holv |
Holw |
Holy |
Holz
Die Liste der Biografien führt alle Personen auf, die in der deutschsprachigen Wikipedia einen Artikel haben. Dieses ist eine Teilliste mit 168 Einträgen von Personen, deren Namen mit den Buchstaben „Hold“ beginnt.

## Hold
- Hold, Alexander (* 1962), deutscher Jurist, Politiker (Freie Wähler), Autor sowie ehemaliger Fernsehdarsteller und Richter
- Hold, Anton (* 1937), österreichischer Tischtennisspieler
- Höld, Benedikt (1673–1730), deutscher Benediktiner und Abt
- Hold, Carl (1871–1946), deutscher Bergbau-Manager und Politiker
- Hold, Christoph Wilhelm (1825–1914), Bürgermeister, Mitglied des Provinziallandtages der Provinz Hessen-Nassau
- Hold, Ernst, deutscher Kinder- und Jugendbuchautor
- Hold, Franz (1805–1872), österreichischer Industrieller und Besitzer der Brauerei Puntigam
- Hold, Hans (1826–1910), Schweizer Politiker (FDP) und BrigadierHans Hold (1826–1910)

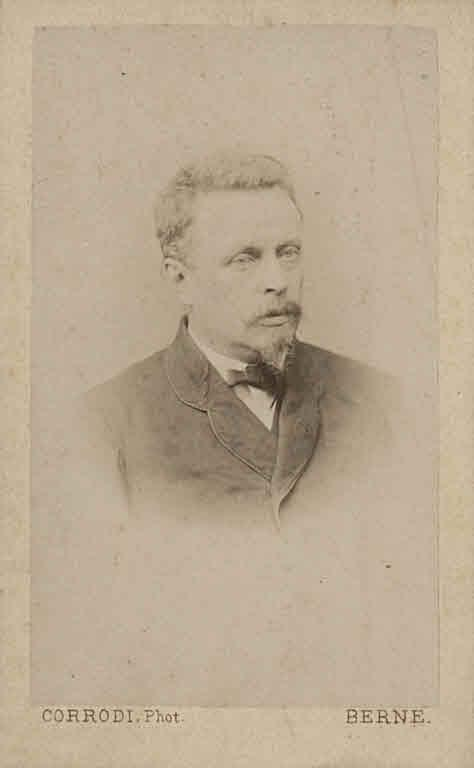
Hans Hold (1826–1910)

- Hold, Hermann (* 1949), österreichischer römisch-katholischer Kirchenhistoriker
- Hold, Luzius (1778–1852), Schweizer Pädagoge und Rektor
- Höld, March (* 1976), österreichische Schriftstellerin
- Hold, Marianne (1933–1994), deutsche Schauspielerin
- Hold, Oscar (1918–2005), englischer Fußballspieler und -trainer
- Hold, Siegfried (1931–2003), deutscher Kameramann
- Höld, Steffen (* 1969), deutscher Theaterschauspieler
- Hold, Tobias Balthasar (1660–1721), Bürgermeister von Temeswar
- Hold-Ferneck, Alexander (1875–1955), österreichischer Rechtswissenschaftler
- Hold-Ferneck, Andrea (* 1963), deutsche Fotografin

### Holda
- Holdaway, Guy (1886–1973), britischer Hindernisläufer
- Holdaway, Jim (1927–1970), englischer Comiczeichner
- Holdaway, Shane (* 1997), US-amerikanischer Volleyballspieler

### Holde
- Holde, Artur (1885–1962), deutsch-amerikanischer Komponist, Dirigent und Musikkritiker
- Holde, David (1864–1938), deutscher Chemiker
- Holdefleiß, Friedrich (1846–1919), deutscher Agrarwissenschaftler
- Holdefleiss, Ottomar (1855–1912), deutscher Kunstschmied und Unternehmer
- Holdefleiß, Paul (1865–1940), deutscher Agrarwissenschaftler
- Holdeman, John (1832–1900), US-amerikanischer mennonitischer Prediger
- Holden (* 2000), italienischer Popsänger
- Holden, Alexandra (* 1977), US-amerikanische Schauspielerin
- Holden, Amanda (* 1971), britische SchauspielerinAmanda Holden (* 1971)

Amanda Holden (* 1971)

- Holden, Andy (1948–2014), britischer Hindernis- und Langstreckenläufer
- Holden, Bob (* 1949), US-amerikanischer Politiker
- Holden, Brian (* 1985), US-amerikanischer Schauspieler
- Holden, Carl Frederick (1895–1953), amerikanischer Vizeadmiral
- Holden, Charles (1875–1960), englischer Architekt
- Holden, David (1924–1977), britischer Journalist und Autor
- Holden, David William (* 1955), britischer Mikrobiologe
- Holden, Edward Singleton (1846–1914), US-amerikanischer Astronom
- Holden, Elizabeth (* 1997), britische Radsportlerin
- Holden, Fay (1893–1973), britische Theater- und Filmschauspielerin
- Holden, Gina (* 1975), kanadische SchauspielerinGina Holden (* 1975)

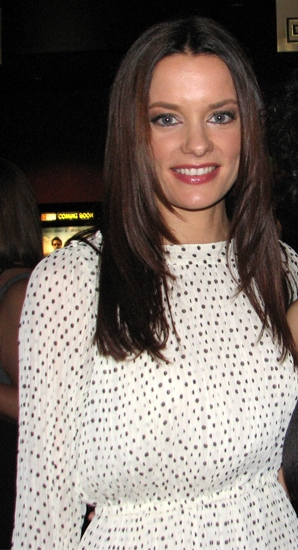
Gina Holden (* 1975)

- Holden, Gloria (1903–1991), britisch-amerikanische Schauspielerin
- Holden, Helge (* 1956), norwegischer Mathematiker
- Holden, J. R. (* 1976), amerikanisch-russischer Basketballspieler
- Holden, Jack (1907–2004), britischer Langstreckenläufer
- Holden, Jake (* 1987), kanadischer Snowboarder
- Holden, James (* 1979), britischer House-Musiker und DJ
- Holden, Jennifer (1936–2022), US-amerikanische Schauspielerin
- Holden, Jody (* 1968), kanadischer Volleyball- und Beachvolleyballspieler
- Holden, Josh (* 1978), kanadischer Eishockeyspieler und -trainer
- Holden, Joyce (1930–2022), US-amerikanische Schauspielerin
- Holden, Larry (1961–2011), US-amerikanischer Schauspieler
- Holden, Laurie (* 1969), US-amerikanisch-kanadische Schauspielerin und MenschenrechtlerinLaurie Holden (* 1969)

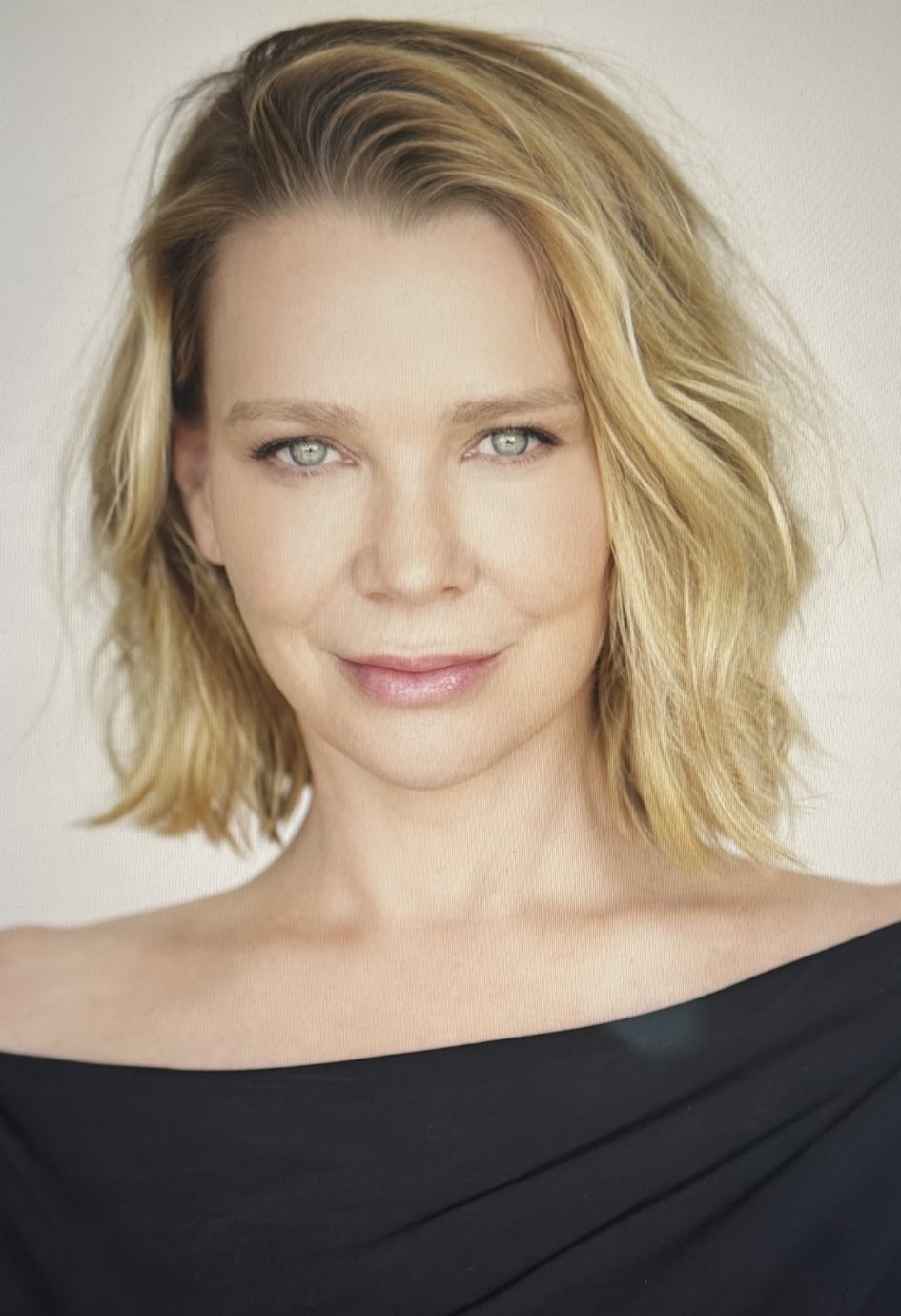
Laurie Holden (* 1969)

- Holden, Mari (* 1971), US-amerikanische Radrennfahrerin
- Holden, Marjean (* 1964), amerikanische Film- und Fernsehschauspielerin
- Holden, Matthew Jr. (1931–2025), US-amerikanischer Politikwissenschaftler und Hochschullehrer
- Holden, Molly (1927–1981), britische Schriftstellerin
- Holden, Nick (* 1987), kanadischer Eishockeyspieler
- Holden, Nina (* 1986), norwegische Mathematikerin
- Holden, Rebecca (* 1958), US-amerikanische Filmschauspielerin, Fernsehproduzentin, Sängerin und Fotomodell
- Holden, Richard (* 1985), britischer Politiker der Konservativen Partei
- Holden, Ron (1939–1997), US-amerikanischer R'n'B-Sänger und Fernsehmoderator
- Holden, Stephen (* 1941), US-amerikanischer Film- und Musikkritiker
- Holden, Stuart (* 1985), schottisch-US-amerikanischer Fußballspieler
- Holden, Tim (* 1957), US-amerikanischer Politiker
- Holden, William, US-amerikanischer Politiker
- Holden, William (* 1860), englischer Fußballtorhüter
- Holden, William (1918–1981), US-amerikanischer FilmschauspielerWilliam Holden (1918–1981)

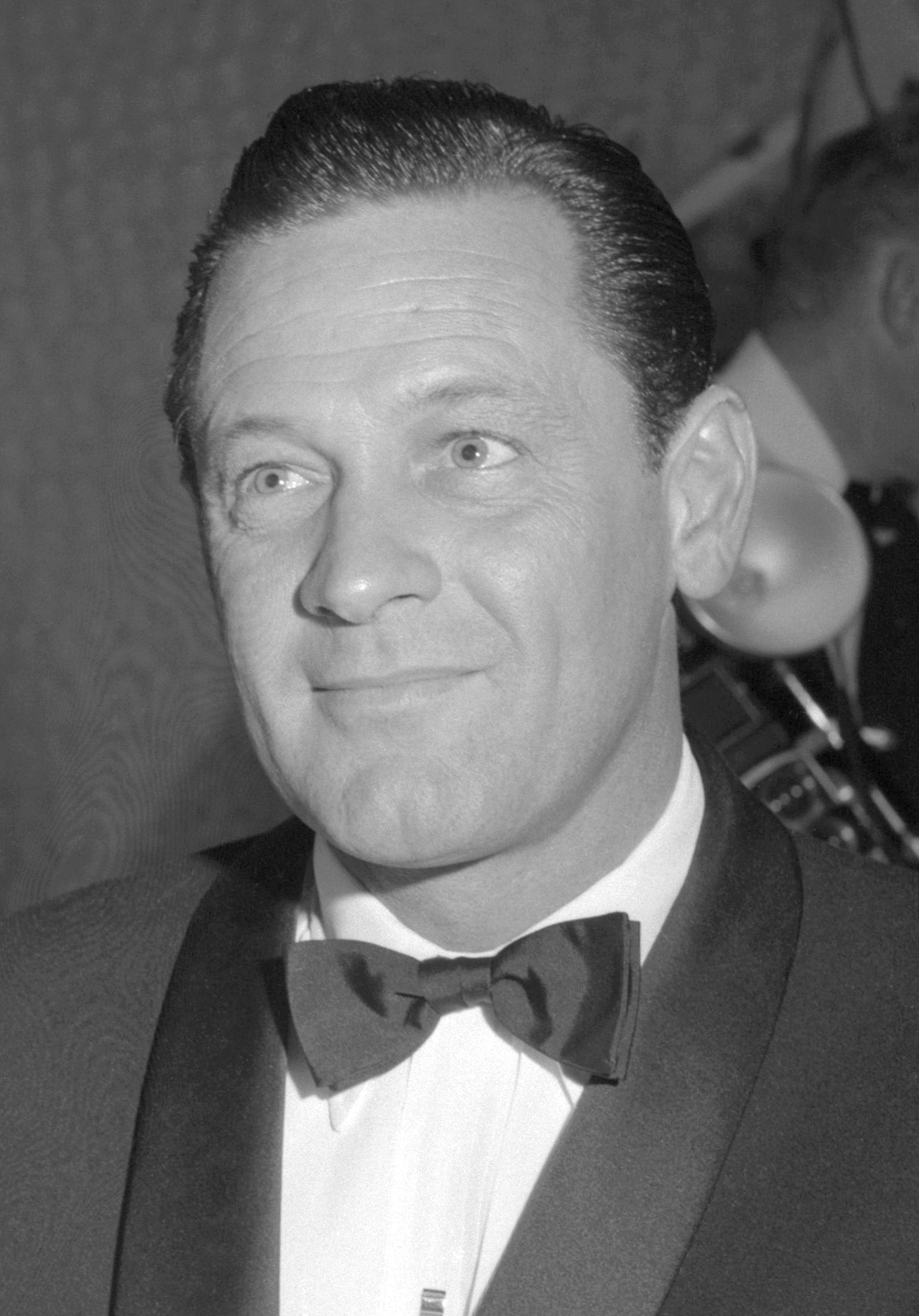
William Holden (1918–1981)

- Holden, William Woods (1818–1892), amerikanischer Politiker, Gouverneur von North Carolina
- Holden-Reid, Brian (* 1952), britischer Militärhistoriker und Neuzeithistoriker
- Holden-Ried, Kris (* 1973), kanadischer Schauspieler
- Holdener, Paul Suso (1930–2005), Schweizer Ordensgeistlicher
- Holdener, Wendy (* 1993), Schweizer Skirennfahrerin
- Holdenried, Georg (1905–1965), deutscher Politiker (KPD), MdL
- Holdenrieder, Jonas (* 1999), deutscher Nachwuchsschauspieler
- Holdenrieder, Ottmar (* 1954), deutscher Forstwissenschaftler und Hochschullehrer
- Holder, Albrecht (* 1958), deutscher Fagottist und Hochschullehrer
- Holder, Alfred (1840–1916), deutscher Bibliothekar, Handschriftenforscher und Philologe
- Hölder, Alfred von (1835–1915), österreichischer Buchhändler und Verleger
- Holder, August (1850–1918), deutscher Lehrer, Literaturhistoriker und Lokalhistoriker
- Holder, Chris (* 1987), australischer Motorrad-Rennfahrer
- Hölder, Eduard (1847–1911), deutscher Jurist und Professor des Römischen Rechts
- Hölder, Egon (1927–2007), deutscher Beamter und Präsident des Statistischen Bundesamtes
- Holder, Elenor (1951–2008), deutsche Schauspielerin, Regisseurin und Dozentin
- Holder, Eric (* 1951), US-amerikanischer Politiker und Jurist
- Holder, Erich (1901–1974), deutscher Produktionsleiter, Filmproduzent, Regieassistent, Schauspieler und Regisseur
- Hölder, Ernst (1901–1990), deutscher Mathematiker
- Holder, Frederick (1850–1909), australischer Politiker, Premierminister von South Australia und erster Sprecher des Australischen Repräsentantenhauses
- Holder, Geoffrey (1930–2014), Schauspieler, Schriftsteller und Tänzer aus Trinidad und TobagoGeoffrey Holder (1930–2014)

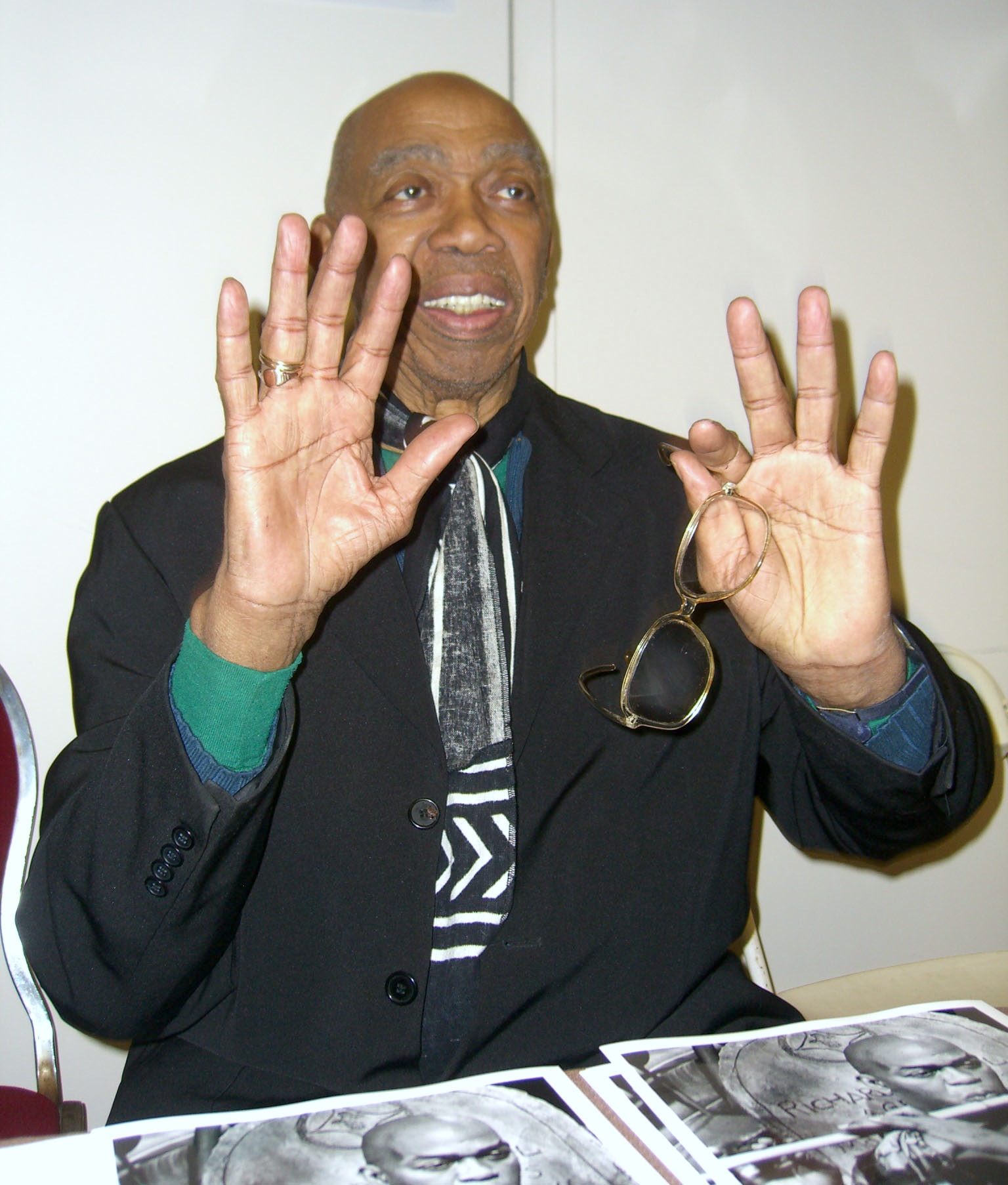
Geoffrey Holder (1930–2014)

- Holder, Ginny, britische Schauspielerin
- Holder, Gottlieb (1806–1845), württembergischer Maler
- Hölder, Helmut (1915–2014), deutscher Paläontologe
- Hölder, Hermann (1819–1906), deutscher Anthropologe
- Holder, Irma (1925–2019), deutsche Schlagertexterin
- Holder, Jason (* 1991), barbadischer Cricketspieler der West Indies
- Holder, Johann Michael (1796–1861), württembergischer Maler und Fotograf
- Holder, Joseph Bassett (1824–1888), amerikanischer Zoologe
- Holder, Kerry (* 1983), barbadischer Fußballtorhüter
- Holder, Leonard D. Jr. (* 1944), US-amerikanischer Offizier, Generalleutnant der US-Army
- Hölder, Luise (1763–1843), deutsche Schriftstellerin
- Holder, Meagan (* 1984), US-amerikanische Schauspielerin
- Holder, Nikkita (* 1987), kanadische Hürdenläuferin
- Holder, Noddy (* 1946), britischer MusikerNoddy Holder (* 1946)

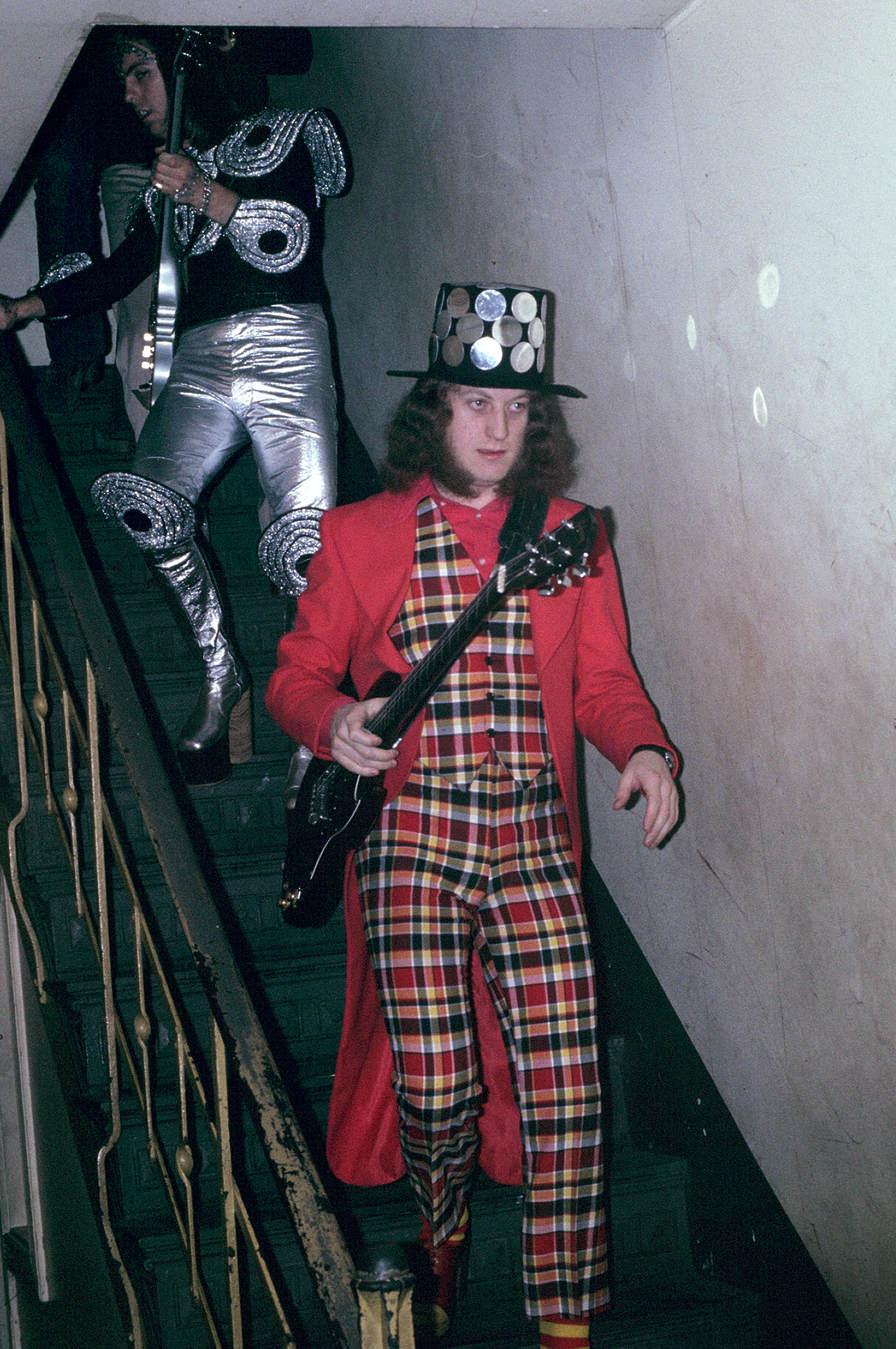
Noddy Holder (* 1946)

- Holder, Noelex (* 1999), guyanischer Leichtathlet
- Hölder, Oskar (1832–1894), deutscher Kunstlehrer, Zeichner und Altertumsforscher
- Hölder, Otto (1859–1937), deutscher Mathematiker
- Holder, Paul A., britischer Althistoriker und Bibliothekar
- Holder, Ram John, britischer Schauspieler, Sänger, Musiker und Komponist
- Holder, Reece (* 2002), australischer Sprinter
- Holder, Simone (* 1988), deutsche Fußballspielerin
- Holder, Terrence (1897–1983), amerikanischer Jazzmusiker
- Holder, Trishan (* 2003), Cricketspielerin der West Indies
- Holder, Wilhelm (1542–1609), württembergischer, lutherischer Theologe, Abt von Maulbronn
- Holder, William Dunbar (1824–1900), US-amerikanischer und konföderierter Politiker, sowie Offizier in der Konföderiertenarmee
- Holder-Egger, Oswald (1851–1911), deutscher Mediävist und Paläograph
- Holderbaum, Klaus (1938–2023), deutscher Diplomat
- Holderegger, Adrian (* 1945), Schweizer Theologie und Ethiker
- Holderegger, André (* 1979), Schweizer Squashspieler
- Holderer, Julius (1866–1950), Jurist und badischer Beamter
- Holderer, Oscar (1919–2015), deutsch-US-amerikanischer Raketeningenieur
- Holderied, Engelbert (1924–1994), deutscher Eishockeyspieler und -trainer
- Holderied, Isolde (* 1966), deutsche Rallye-FahrerinIsolde Holderied (* 1966)

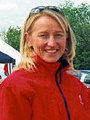
Isolde Holderied (* 1966)

- Holderied, Wilhelm (* 1940), deutscher Maler und Bildhauer
- Hölderlin, Friedrich (1770–1843), deutscher LyrikerFriedrich Hölderlin (1770–1843)

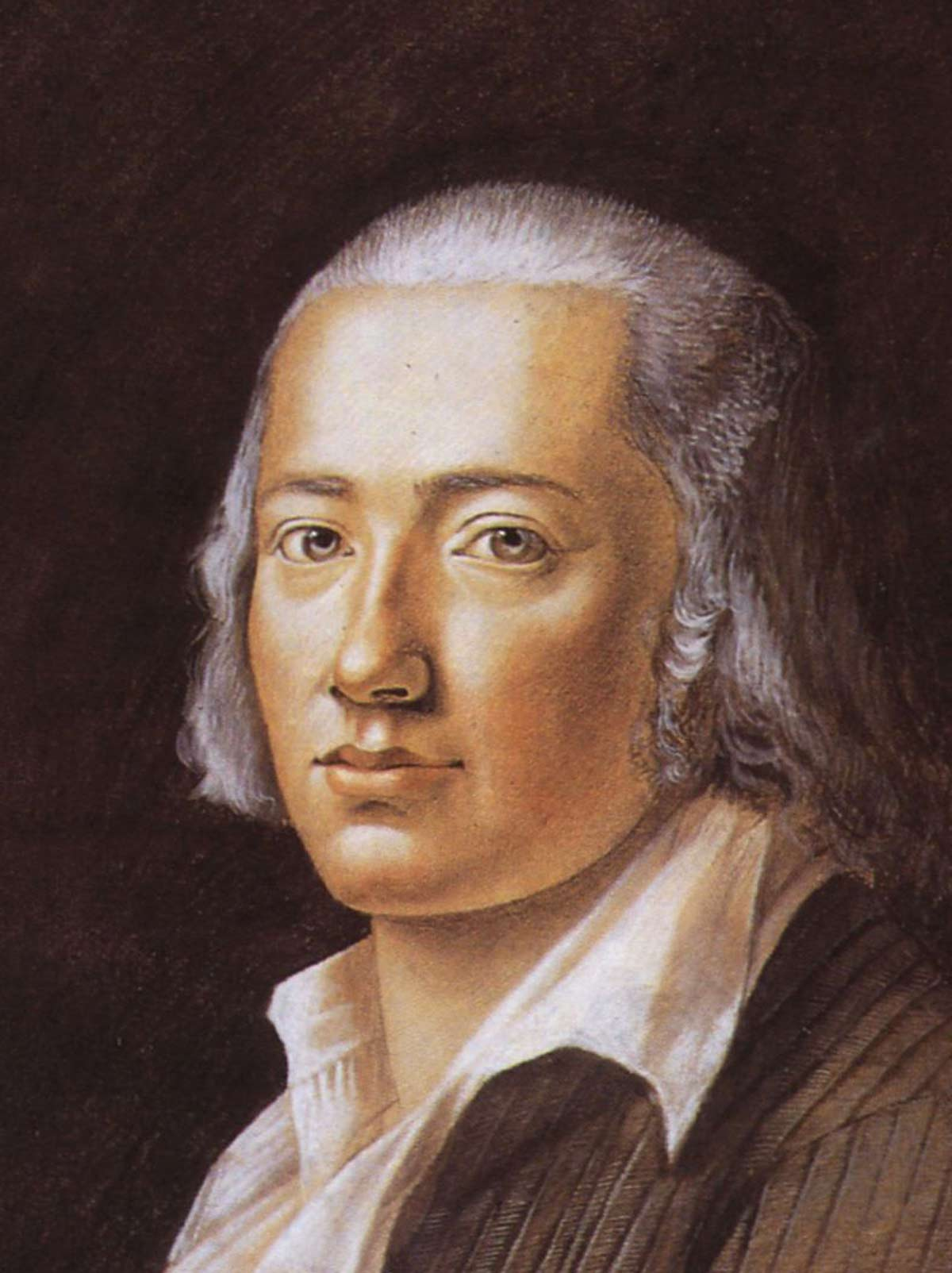
Friedrich Hölderlin (1770–1843)

- Hölderlin, Heinrich Friedrich (1736–1772), Klosterhofmeister in Lauffen, Vater von Friedrich Hölderlin
- Holdermann, A., deutscher Fußballspieler
- Holdermann, Carl Wilhelm (1783–1852), deutscher Dekorateur und Schauspieler
- Holdermann, Eugen (1852–1906), deutscher Apotheker und Fabrikant
- Holdermann, Friedrich (1866–1959), deutscher, evangelischer Kirchenrat und Heimatforscher
- Holderried Kaesdorf, Romane (1922–2007), deutsche Zeichnerin
- Holderrieder, Johann Lorenz (1715–1794), sachsen-weißenfelsischer Hof- und Konsistorialrat, Oberbürgermeister von Naumburg und Rittergutsbesitzer

### Holdh
- Holdhaus, Karl (1883–1975), österreichischer Zoologe
- Holdhaus, Rudi (* 1950), österreichischer Maler und Künstler
- Holdheim, Paul (1847–1904), Jurist und Landtagsabgeordneter
- Holdheim, Samuel (1806–1860), Gelehrter und Rabbiner
- Holdheim, Theodore (1923–1985), israelischer Komponist
- Holdheim, W. Wolfgang (1926–2016), deutsch-amerikanischer Romanist und Komparatist

### Holdi
- Holding, George (* 1968), US-amerikanischer Jurist und Politiker
- Holding, Rob (* 1995), englischer Fußballspieler
- Holdinghausen, Eugen (1890–1937), deutscher Politiker (NSDAP), MdR
- Holditch, Hamnett (1800–1867), britischer Mathematiker

### Holdm
- Holdmann, Anni (1900–1960), deutsche Sprinterin

### Holdo
- Holdorf, Doris (1941–2008), deutsche Handballspielerin
- Holdorf, Jürgen (* 1956), deutscher Schauspieler, Synchron- und Hörspielsprecher
- Holdorf, Udo (1946–2025), deutscher Opernsänger (Tenor)
- Holdorf, Willi (1940–2020), deutscher Leichtathlet und Fußballtrainer
- Holdorff, Bernd (* 1938), deutscher Neurologe und Medizinhistoriker

### Holdr
- Holdren, Dax (* 1972), US-amerikanischer Beachvolleyballspieler
- Holdren, John (* 1944), US-amerikanischer Physiker und Politikberater
- Höldrich, Robert Rainer (* 1962), österreichischer Komponist
- Holdridge, Cheryl (1944–2009), US-amerikanische SchauspielerinCheryl Holdridge (1944–2009)

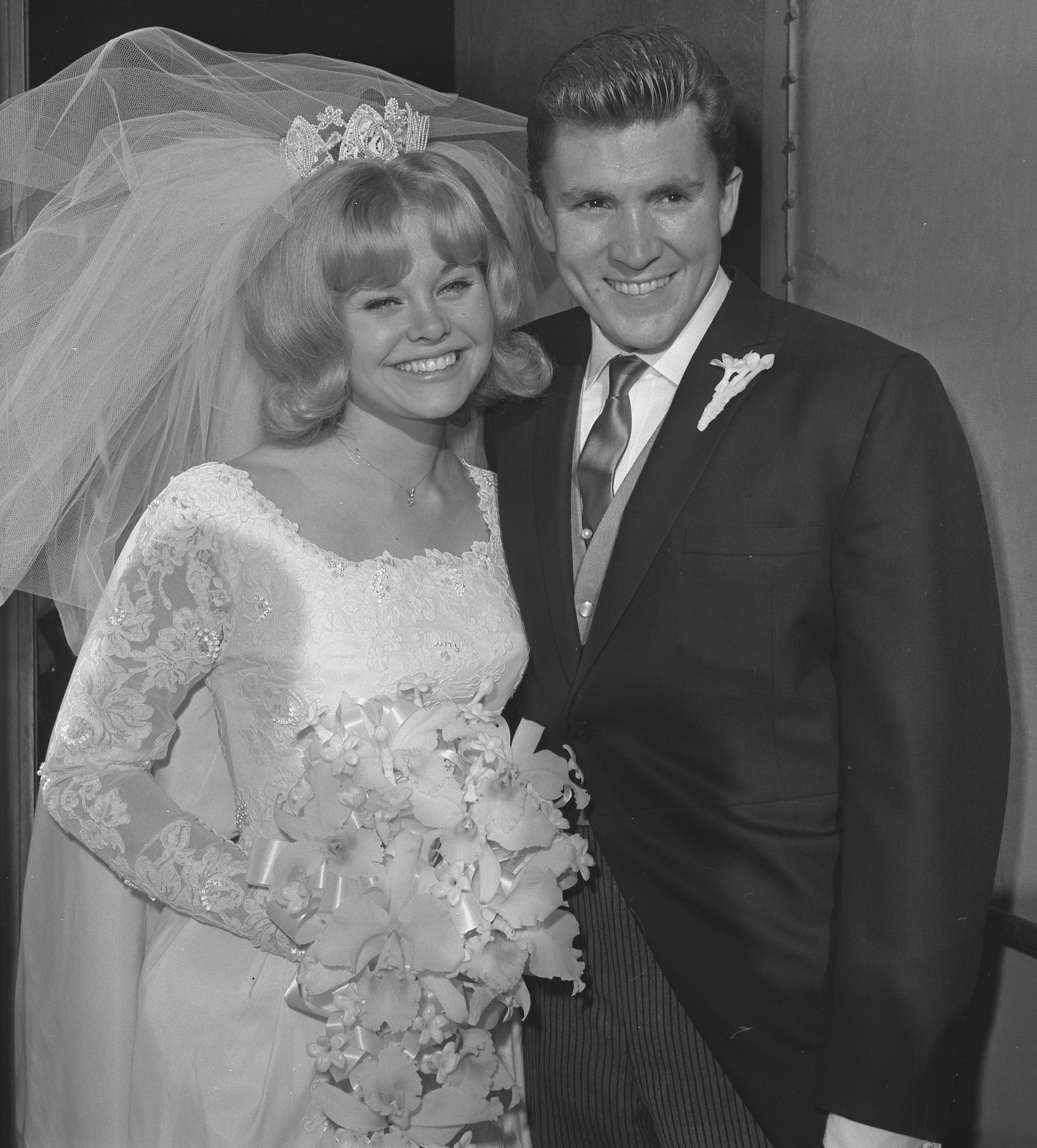
Cheryl Holdridge (1944–2009)

- Holdridge, John H. (1924–2001), US-amerikanischer Diplomat
- Holdridge, Lee (* 1944), US-amerikanischer Filmkomponist
- Holdridge, Leslie (1907–1999), US-amerikanischer Botaniker und Klimatologe

### Holds
- Holdsclaw, Chamique (* 1977), US-amerikanische Basketballspielerin
- Holdstock, Pauline (* 1948), kanadische Schriftstellerin, Literaturkritikerin und Essayistin britischer Herkunft
- Holdstock, Robert (1948–2009), britischer Fantasy- und Science-Fiction-Autor
- Holdsworth, Allan (1946–2017), britischer JazzgitarristAllan Holdsworth (1946–2017)

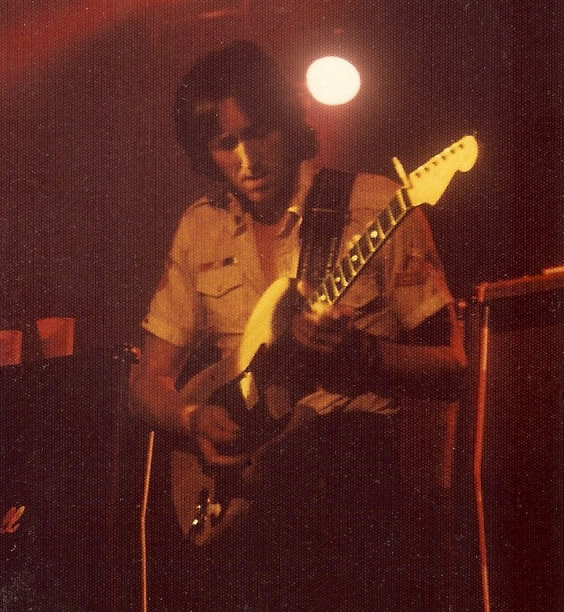
Allan Holdsworth (1946–2017)

- Holdsworth, Dean (* 1968), englischer Fußballspieler und -trainer
- Holdsworth, Gary (* 1941), australischer Sprinter
- Holdsworth, Karen (1960–2013), britische Marathonläuferin
- Holdsworth, Zach (* 1997), australischer Sprinter

### Holdt
- Holdt, Hanns (1887–1944), deutscher Fotograf
- Holdt, Herbert (1917–1981), deutscher Fußballspieler
- Holdt, Jacob (* 1947), dänischer Fotograf, Autor und Entwicklungshelfer
- Holdt, Marius (1877–1974), dänischer Kameramann, Filmproduzent und Filmregisseur
- Holdt, Olivia (* 2001), dänische Fußballspielerin
- Holdt, Walter (1899–1924), deutscher Künstler, Maskentänzer und Musiker